# Pedro Periáñez
Pedro Periáñez (Babilafuente, Salamanca vers el 1560 - Santiago de Compostel·la al voltant del 1612) fou un compositor de música sacra.
Primer desenvolupà la plaça de mestre de capella d'Almeria, d'on el setembre de 1577 passà a fer oposicions al Magisteri de Màlaga, en les quals consta que cantà de tenor i portà el compàs en el ?Benedictus que, com últim exercici d'examen s'executà. Periáñez fou proposat en primer lloc i en segon Alonso de Becerra, segons es consigna en l'Acta del 16 d'octubre de 1577. Fou atorgada la plaça a Periáñez.
El 28 d'octubre de 1583 sortí de Màlaga vers Santiago de Compostel·la, on el mateix any fou nomenat canonge-mestre de capella succeint a Villar de Heceso. Allà hi degué romandre fins a la seva mort, data exacta la qual s'ignora. El succeí Antonio Carreira, probablement ja entrat el segle xvii, ja que fins al 1638 no apareix cap altra mestre de capella, sinó que Jeronimo Vicente
Periáñex gaudí de verdadera celebritat de la que se'n fan ressò els biògrafs espanyols.
Si bé es pot establir com cert que les obres de Periáñez es guardessin en els arxius musicals de les catedrals per on passà, malgrat tot, no es té notícia sinó de les que es conserven en l'arxiu d'El Escorial, la qual data de copia és del segle XVII; Ave Domina Maria, a 5 veus, i Maria Virgo, aquesta publicada per Eslava en la Lyra Sacra-Hispana.